# Сухолитка Параска Петрівна
Параска Петрівна Сухолитка (нар. 1958, тепер Івано-Франківська область) — українська радянська діячка, новатор сільськогосподарського виробництва, доярка колгоспу «Перше травня» Снятинського району Івано-Франківської області. Депутат Верховної Ради УРСР 10-го скликання.

## Біографія
Освіта середня.
З 1975 року — доярка колгоспу «Перше травня» села Стецева Снятинського району Івано-Франківської області. У 1979 році надоїла по 5.707 кілограмів молока від кожної корови.
Член ВЛКСМ. Обиралася членом Снятинського районного і Івано-Франківського обласного комітетів ЛКСМУ.